# Vorwahlergebnisse der Präsidentschaftswahl in den Vereinigten Staaten 2016
Diese Seite führt die Ergebnisse der Vorwahlen zur Präsidentschaftswahl des Jahres 2016 in den Vereinigten Staaten auf.

## Delegierte
Die Delegierten eines Bundesstaates wurden auf Grundlage der Ergebnisse in den Vorwahlen auf die jeweiligen Kandidaten aufgeteilt. Die Delegierten wählten auf den nationalen Parteitagen den Präsidentschaftskandidaten ihrer Partei.
Die Aufteilung der Delegierten erfolgte aufgrund der Vorwahlergebnisse in den Bundesstaaten. Aufgrund der komplizierten Vorwahlrichtlinien bestimmten neben dem Stimmenanteil der Primaries und Caucuses (Conventions) noch weitere Faktoren den Anteil der auf einen Kandidaten verpflichteten Delegierten. Diese Richtlinien sind von Staat zu Staat unterschiedlich. So werden die Delegierten in einigen Staaten streng nach Verhältniswahlrecht aufgeteilt, während in anderen Staaten Sperrklauseln von bis zu 15 % existieren.
Es ist auch möglich, für uncommitted (unentschlossen) zu stimmen, was jeweils viele Delegierte ergibt, die frei entscheiden können, welchen Kandidaten sie wählen.
Hinzu kommen unverpflichtete Delegierte (Superdelegierte bei Demokraten bzw. (RNC)/Bonus-Abgeordnete bei Republikanern), üblicherweise Amtsinhaber und Parteioffizielle. Diese sind frei in ihrer Entscheidung, welchen Kandidaten sie unterstützen – die Zuordnung erfolgte aufgrund von Endorsements (unverbindliche Unterstützungsbekundungen).
Die Associated Press führte in den ersten Wochen des Novembers 2015 eine Umfrage unter den Superdelegierten durch. Unter den 579 Delegierten, die erreicht werden konnten, hatten sich 369 auf einen Kandidaten festgelegt. Von ihnen unterstützten 359 Clinton, acht Sanders und zwei O’Malley. Die AP beschreibt diese Versprechen als „öffentliche Unterstützung“. Die vollständige Liste mit dem Abstimmungsverhalten der Delegierten wird jedoch vor der Öffentlichkeit geheim gehalten. Die New York Times gab mit Stand 5. Juli 2016 für Clinton eine Superdelegiertenzahl von 591 an, während Sanders bei 48 Superdelegierten lag. Bei den Republikanern wurden 95 unverpflichtete Delegierte für Trump und trotz Aufgabe 9 für Cruz gezählt.
Einige Kandidaten traten nur in einem oder mehreren Bundesstaaten an und wurden in der öffentlichen Medienwahrnehmung weitgehend ignoriert. Zu den Fernsehdebatten wurden, neben einigen aufgrund schlechter Umfragewerte schon vor den Vorwahlen ausgestiegenen Kandidaten nur Hillary Clinton, Bernie Sanders und Martin O’Malley bei den Demokraten sowie Ben Carson, Carly Fiorina, Rick Santorum, Jeb Bush, Chris Christie, Ted Cruz, Jim Gilmore, Mike Huckabee, John Kasich, Rand Paul, Marco Rubio und Donald Trump bei den Republikanern eingeladen.

## Gesamtergebnis
Jene Kandidaten, die ihre Bewerbung zurückgezogen haben, sind bei nachfolgenden Vorwahlen nicht mehr platziert und nur der Form halber mit aufgeführt.
Donald Trump wurde am 19. Juli 2016 auf dem Parteitag der Republikaner in Cleveland zum Präsidentschaftskandidaten gewählt. Sein stärkster Konkurrent in den Vorwahlen, Ted Cruz, verweigerte ihm auf dem Parteitag die Unterstützung. Ein Versuch von Delegierten, die Abstimmungsregeln zu ändern, um die Wahl Trumps zu verhindern, scheiterte.
Hillary Clinton wurde am 26. Juli 2016 auf dem Parteitag der Demokraten in Philadelphia zur Präsidentschaftskandidatin gewählt. Dabei erhielt sie die Unterstützung ihres einzigen bedeutenden Konkurrenten aus den Vorwahlen, Bernie Sanders. Jedoch kam es zu Protesten der Anhänger von Sanders. Vor Beginn des Parteitags kündigte die Parteivorsitzende Debbie Wasserman Schultz ihren Rücktritt an, da durch gehackte und veröffentlichte E-Mails deutlich wurde, dass die Parteiführung der Demokraten die Vorwahlen zugunsten von Hillary Clinton beeinflusst hatte.
| Demokraten |                                                                                                |                          |                                              |                                     |                     |
| von Hillary Clinton gewonnene Staaten von Bernie Sanders gewonnene Staaten |                                                                                                |                          |                                              |                                     |                     |
| Kandidat | Kandidat                                                                                       | Verpflichtete Delegierte | Unverpflichtete Delegierte Stand: 05.07.2016 | Auf dem Parteitag erhaltene Stimmen | Gewonnene Vorwahlen |
| Hillary Clinton | Hillary Clinton ehemalige Außenministerin                                                      | 2205                     | 591                                          | 2842                                | 34                  |
| ausgeschiedene Kandidaten: |                                                                                                |                          |                                              |                                     |                     |
| Bernie Sanders | Bernie Sanders Senator aus Vermont aufgegeben am 12. Juli 2016 unterstützt nun Hillary Clinton | 1846                     | 48                                           | 1865                                | 23                  |
| Rocky De La Fuente | Rocky De La Fuente Unternehmer ausgeschieden am 14. Juni 2016                                  | 0                        | 0                                            | 0                                   | 0                   |
| | Keith Judd ehemaliger Häftling ausgeschieden am 7. Juni 2016                                   | 0                        | 0                                            | 0                                   | 0                   |
| | Willie Wilson Unternehmer ausgeschieden am 7. Juni 2016                                        | 0                        | 0                                            | 0                                   | 0                   |
| John Wolfe | John Wolfe Rechtsanwalt aus Tennessee ausgeschieden am 15. März 2016                           | 0                        | 0                                            | 0                                   | 0                   |
| Martin O’Malley | Martin O’Malley ehemaliger Gouverneur von Maryland aufgegeben am 4. Februar 2016               | 0                        | 0                                            | 0                                   | 0                   |
| Delegierte gesamt: 4.763(2.383 für Nominierung benötigt) Verpflichtete Delegierte: 4.051 Unverpflichtete Delegierte (Superdelegierte) und unentschlossenene Delegierte: 711 55 Delegierte haben sich der Stimme enthalten, ein Delegierter wurde in den Vorwahlen nicht bestimmt. Das Gesamtergebnis wurde auf dem Parteitag nicht verkündet, stattdessen erfolgte die Nominierung von Hillary Clinton zur Kandidatin per Akklamation. |                                                                                                |                          |                                              |                                     |                     |

| Republikaner | |                          |                                              |                                     |                     |
| von Donald Trump gewonnene Staaten von Ted Cruz gewonnene Staaten von Marco Rubio gewonnene Staaten von John Kasich gewonnene Staaten Unentschieden                                            | |                          |                                              |                                     |                     |
| Kandidat | Kandidat                                                                                                 | Verpflichtete Delegierte | Unverpflichtete Delegierte Stand: 05.07.2016 | Auf dem Parteitag erhaltene Stimmen | Gewonnene Vorwahlen |
| Donald Trump | Donald Trump Unternehmer aus New York                                                                    | 1441                     | 95                                           | 1725                                | 37                  |
| ausgeschiedene Kandidaten: | |                          |                                              |                                     |                     |
| Ted Cruz | Ted Cruz Senator aus Texas aufgegeben am 4. Mai 2016                                                     | 548                      | 9                                            | 484                                 | 11                  |
| John Kasich | John Kasich Gouverneur von Ohio aufgegeben am 4. Mai 2016                                                | 161                      | 0                                            | 125                                 | 1                   |
| Marco Rubio | Marco Rubio Senator aus Florida aufgegeben am 15. März 2016 unterstützt nun Donald Trump                 | 173                      | 0                                            | 123                                 | 3                   |
| Ben Carson | Ben Carson pensionierter Arzt aufgegeben am 2. März 2016 unterstützt nun Donald Trump                    | 9                        | 0                                            | 7                                   | 0                   |
| Jeb Bush | Jeb Bush ehemaliger Gouverneur von Florida aufgegeben am 20. Februar 2016 unterstützte Ted Cruz          | 4                        | 0                                            | 3                                   | 0                   |
| Jim Gilmore | Jim Gilmore ehemaliger Gouverneur von Virginia aufgegeben am 12. Februar 2016                            | 0                        | 0                                            | 0                                   | 0                   |
| Chris Christie | Chris Christie Gouverneur von New Jersey aufgegeben am 10. Februar 2016 unterstützt nun Donald Trump     | 0                        | 0                                            | 0                                   | 0                   |
| Carly Fiorina | Carly Fiorina ehemalige Managerin aufgegeben am 10. Februar 2016 unterstützte Ted Cruz                   | 1                        | 0                                            | 0                                   | 0                   |
| Mike Huckabee | Mike Huckabee ehemaliger Gouverneur von Arkansas aufgegeben am 4. Februar 2016                           | 1                        | 0                                            | 0                                   | 0                   |
| Rick Santorum | Rick Santorum ehemaliger Senator aus Pennsylvania aufgegeben am 4. Februar 2016 unterstützte Marco Rubio | 0                        | 0                                            | 0                                   | 0                   |
| Rand Paul | Rand Paul Senator aus Kentucky aufgegeben am 3. Februar 2016                                             | 1                        | 0                                            | 2                                   | 0                   |
| Delegierte gesamt: 2.472 (1.237 für Nominierung benötigt) Verpflichtete Delegierte: 2.342 Unverpflichtete und unentschlossene Delegierte: 130 Drei Delegierte haben sich der Stimme enthalten. | |                          |                                              |                                     |                     |

### Übersicht
Die Tabelle gibt eine Übersicht über die gewonnenen Delegiertenstimmen nach Bundesstaaten. Je nach Wahlordnung in dem entsendenden Bundesstaat waren die Delegierten der Bewerber, die ihre Kampagne eingestellt hatten, auf dem Parteitag automatisch ungebunden, ausdrücklich vom Bewerber entpflichtet worden oder weiterhin gebunden. Die Anmerkungen hierzu sind ohne Anspruch auf Vollständigkeit. Die ursprünglich dem Bewerber zuerkannten verpflichteten Delegierten sind hier in jedem Fall mit aufgeführt.
| Datum Demokraten                    | Datum Republikaner                  | Bundesstaat / Außengebiet           | Clinton | Sanders | Sonstige (O’Malley) | Trump | Cruz  | Rubio | Kasich | Sonstige (Carson) (Bush) (Fiorina) (Huckabee) (Paul) |
| Nötige Stimmen                      | Nötige Stimmen                      | Nötige Stimmen                      | 2.383   | 2.383   | 2.383               | 1.237 | 1.237 | 1.237 | 1.237  | 1.237                                                |
| Verpflichtete Delegierte            | Verpflichtete Delegierte            | Verpflichtete Delegierte            | 2.205   | 1.846   | 0                   | 1.441 | 548   | 173   | 161    | 16                                                   |
| Auf dem Parteitag erhaltene Stimmen | Auf dem Parteitag erhaltene Stimmen | Auf dem Parteitag erhaltene Stimmen | 2.842   | 1.865   | 0                   | 1.725 | 484   | 123   | 125    | 12                                                   |
| ----------------------------------- | ----------------------------------- | ----------------------------------- | ------- | ------- | ------------------- | ----- | ----- | ----- | ------ | ---------------------------------------------------- |
| 1. Mär                              | 1. Mär                              | Alabama                             | 44      | 9       | 0                   | 36    | 13    | 1     | 0      | 0                                                    |
| 26. Mär                             | 1. Mär                              | Alaska                              | 3       | 13      | 0                   | 11    | 12    | 5     | 0      | 0                                                    |
| 1. Mär                              | 22. Mär                             | Amerikanisch-Samoa                  | 4       | 2       | 0                   | 0     | 0     | 0     | 0      | 0                                                    |
| 4. Jun                              | 10. Mär                             | Amerikanische Jungferninseln        | 7       | 0       | 0                   | 1     | 1     | 2     | 0      | 0                                                    |
| 22. Mär                             | 22. Mär                             | Arizona                             | 42      | 33      | 0                   | 58    | 0     | 0     | 0      | 0                                                    |
| 1. Mär                              | 1. Mär                              | Arkansas                            | 22      | 10      | 0                   | 16    | 15    | 9     | 0      | 0                                                    |
| 1. Mär                              | 8.–9. Apr                           | Colorado                            | 25      | 41      | 0                   | 0     | 30    | 0     | 0      | 0                                                    |
| 26. Apr                             | 26. Apr                             | Connecticut                         | 28      | 27      | 0                   | 28    | 0     | 0     | 0      | 0                                                    |
| 26. Apr                             | 26. Apr                             | Delaware                            | 12      | 9       | 0                   | 16    | 0     | 0     | 0      | 0                                                    |
| 15. Mär                             | 15. Mär                             | Florida                             | 141     | 73      | 0                   | 99    | 0     | 0     | 0      | 0                                                    |
| 1. Mär                              | 1. Mär                              | Georgia                             | 73      | 29      | 0                   | 42    | 18    | 16    | 0      | 0                                                    |
| 7. Mai                              | 12. Mär                             | Guam                                | 4       | 3       | 0                   | 0     | 0     | 0     | 0      | 0                                                    |
| 26. Mär                             | 8. Mär                              | Hawaii                              | 8       | 17      | 0                   | 11    | 7     | 1     | 0      | 0                                                    |
| 22. Mär                             | 8. Mär                              | Idaho                               | 5       | 18      | 0                   | 12    | 20    | 0     | 0      | 0                                                    |
| 15. Mär                             | 15. Mär                             | Illinois                            | 79      | 77      | 0                   | 54    | 9     | 0     | 6      | 0                                                    |
| 3. Mai                              | 3. Mai                              | Indiana                             | 39      | 44      | 0                   | 57    | 0     | 0     | 0      | 0                                                    |
| 1. Feb                              | 1. Feb                              | Iowa                                | 23      | 21      | 0                   | 7     | 8     | 7     | 1      | 7                                                    |
| 7. Jun                              | 7. Jun                              | Kalifornien                         | 254     | 221     | 0                   | 172   | 0     | 0     | 0      | 0                                                    |
| 5. Mär                              | 5. Mär                              | Kansas                              | 10      | 23      | 0                   | 9     | 24    | 6     | 1      | 0                                                    |
| 17. Mai                             | 5. Mär                              | Kentucky                            | 28      | 27      | 0                   | 17    | 15    | 7     | 7      | 0                                                    |
| 5. Mär                              | 5. Mär                              | Louisiana                           | 37      | 14      | 0                   | 18    | 18    | 5     | 0      | 0                                                    |
| 6. Mär                              | 5. Mär                              | Maine                               | 8       | 17      | 0                   | 9     | 12    | 0     | 2      | 0                                                    |
| 26. Apr                             | 26. Apr                             | Maryland                            | 60      | 35      | 0                   | 38    | 0     | 0     | 0      | 0                                                    |
| 1. Mär                              | 1. Mär                              | Massachusetts                       | 46      | 45      | 0                   | 22    | 4     | 8     | 8      | 0                                                    |
| 8. Mär                              | 8. Mär                              | Michigan                            | 63      | 67      | 0                   | 25    | 17    | 0     | 17     | 0                                                    |
| 1. Mär                              | 1. Mär                              | Minnesota                           | 31      | 46      | 0                   | 8     | 13    | 17    | 0      | 0                                                    |
| 8. Mär                              | 8. Mär                              | Mississippi                         | 31      | 5       | 0                   | 25    | 15    | 0     | 0      | 0                                                    |
| 15. Mär                             | 15. Mär                             | Missouri                            | 36      | 35      | 0                   | 37    | 15    | 0     | 0      | 0                                                    |
| 7. Jun                              | 7. Jun                              | Montana                             | 10      | 11      | 0                   | 27    | 0     | 0     | 0      | 0                                                    |
| 5. Mär                              | 10. Mai                             | Nebraska                            | 10      | 15      | 0                   | 36    | 0     | 0     | 0      | 0                                                    |
| 20. Feb                             | 23. Feb                             | Nevada                              | 20      | 15      | 0                   | 14    | 6     | 7     | 1      | 2                                                    |
| 9. Feb                              | 9. Feb                              | New Hampshire                       | 9       | 15      | 0                   | 11    | 3     | 2     | 4      | 3                                                    |
| 7. Jun                              | 7. Jun                              | New Jersey                          | 79      | 47      | 0                   | 51    | 0     | 0     | 0      | 0                                                    |
| 7. Jun                              | 7. Jun                              | New Mexico                          | 18      | 16      | 0                   | 24    | 0     | 0     | 0      | 0                                                    |
| 19. Apr                             | 19. Apr                             | New York                            | 139     | 108     | 0                   | 89    | 0     | 0     | 6      | 0                                                    |
| 12. Mär                             | 15. Mär                             | Nördliche Marianen                  | 4       | 2       | 0                   | 9     | 0     | 0     | 0      | 0                                                    |
| 15. Mär                             | 15. Mär                             | North Carolina                      | 60      | 47      | 0                   | 29    | 27    | 6     | 9      | 1                                                    |
| 7. Jun                              | 1.–3. Apr                           | North Dakota                        | 5       | 13      | 0                   | 0     | 0     | 0     | 0      | 0                                                    |
| 15. Mär                             | 15. Mär                             | Ohio                                | 81      | 62      | 0                   | 0     | 0     | 0     | 66     | 0                                                    |
| 1. Mär                              | 1. Mär                              | Oklahoma                            | 17      | 21      | 0                   | 13    | 15    | 12    | 0      | 0                                                    |
| 17. Mai                             | 17. Mai                             | Oregon                              | 25      | 36      | 0                   | 18    | 5     | 0     | 5      | 0                                                    |
| 26. Apr                             | 26. Apr                             | Pennsylvania                        | 106     | 83      | 0                   | 17    | 0     | 0     | 0      | 0                                                    |
| 5. Jun                              | 6. Mär                              | Puerto Rico                         | 37      | 23      | 0                   | 0     | 0     | 23    | 0      | 0                                                    |
| 26. Apr                             | 26. Apr                             | Rhode Island                        | 11      | 13      | 0                   | 12    | 2     | 0     | 5      | 0                                                    |
| 27. Feb                             | 20. Feb                             | South Carolina                      | 39      | 14      | 0                   | 50    | 0     | 0     | 0      | 0                                                    |
| 7. Jun                              | 7. Jun                              | South Dakota                        | 10      | 10      | 0                   | 29    | 0     | 0     | 0      | 0                                                    |
| 1. Mär                              | 1. Mär                              | Tennessee                           | 44      | 23      | 0                   | 33    | 15    | 9     | 0      | 0                                                    |
| 1. Mär                              | 1. Mär                              | Texas                               | 147     | 75      | 0                   | 48    | 102   | 3     | 0      | 0                                                    |
| 22. Mär                             | 22. Mär                             | Utah                                | 6       | 27      | 0                   | 0     | 40    | 0     | 0      | 0                                                    |
| 1. Mär                              | 1. Mär                              | Vermont                             | 0       | 16      | 0                   | 8     | 0     | 0     | 8      | 0                                                    |
| 1. Mär                              | 1. Mär                              | Virginia                            | 62      | 33      | 0                   | 17    | 8     | 16    | 5      | 3                                                    |
| 26. Mär                             | 24. Mai                             | Washington                          | 27      | 74      | 0                   | 41    | 0     | 0     | 0      | 0                                                    |
| 14. Jun                             | 12. Mär                             | Washington, D.C.                    | 16      | 4       | 0                   | 0     | 0     | 10    | 9      | 0                                                    |
| 10. Mai                             | 10. Mai                             | West Virginia                       | 11      | 18      | 0                   | 30    | 0     | 0     | 1      | 0                                                    |
| 5. Apr                              | 5. Apr                              | Wisconsin                           | 38      | 48      | 0                   | 6     | 36    | 0     | 0      | 0                                                    |
| 9. Apr                              | 14.–16. Apr                         | Wyoming                             | 7       | 7       | 0                   | 1     | 23    | 1     | 0      | 0                                                    |
| 1.–8. Mär                           | —                                   | Ausland                             | 4       | 9       | 0                   | —     | —     | —     | —      | —                                                    |

## Einzelergebnisse
Alle Prozentangaben werden gerundet. Ein Ergebnis von 0,0 % bedeutet, dass der Kandidat weniger als 0,05 % der Stimmen erhielt. In bevölkerungsreichen Staaten kann dies bis zu mehrere tausend erhaltene Stimmen betreffen.
Aufgrund der komplizierten Vorwahlrichtlinien bestimmen neben dem Stimmanteil der Primarys und Caucuses (Conventions) noch weitere Faktoren den Anteil der Delegierten. Diese sind von Staat zu Staat unterschiedlich.
| Datum                                                               | Bundesstaat                                                                                    | Delegierte                                                                                                  | Ergebnis Demokraten Platzierung, Kandidat, (Stimmenanteil), verpflichtete Delegierte | Ergebnis Republikaner Platzierung, Kandidat, (Stimmenanteil), verpflichtete Delegierte |
| 1. Februar 2016                                                     | Iowa                                                                                           | Demokraten: 044 Delegierte 008 Superdelegierte Republikaner: 030 Delegierte 000 unverpflichtete Delegierte  | Caucus 1. Hillary Clinton (49,8 %) 23 2. Bernie Sanders (49,6 %) 21 3. Martin O’Malley (0,5 %) 0 4. unentschlossen (0,0 %) 0 | Caucus 1. Ted Cruz (27,6 %) 8 2. Donald Trump (24,3 %) 7 3. Marco Rubio (23,1 %) 7 4. Ben Carson (9,3 %) 3 5. Rand Paul (4,5 %) 1 6. Jeb Bush (2,8 %) 1 7. Carly Fiorina (1,9 %) 1 8. John Kasich (1,9 %) 1 9. Mike Huckabee (1,8 %) 1 10. Chris Christie (1,8 %) 0 11. Rick Santorum (1,0 %) 0 12. Sonstige (0,1 %) 0 13. Jim Gilmore (0,0 %) 0 |
| 9. Februar 2016                                                     | New Hampshire                                                                                  | Demokraten: 024 Delegierte 008 Superdelegierte Republikaner: 023 Delegierte 000 unverpflichtete Delegierte  | Primary 1. Bernie Sanders (60,1 %) 15 2. Hillary Clinton (37,7 %) 9 3. write-in (1,4 %) 0 4. Vermin Supreme (0,1 %) 0 5. David John Thistle (0,1 %) 0 6. Graham Schwass (0,1 %) 0 7. Steve Burke (0,0 %) 0 8. Rocky De La Fuente (0,0 %) 0 9. John Wolfe (0,0 %) 0 10. Jon Adams (0,0 %) 0 11. Lloyd Thomas Kelso (0,0 %) 0 12. Keith Russell Judd (0,0 %) 0 13. Eric Elbot (0,0 %) 0 14. Star Locke (0,0 %) 0 15. William D. French (0,0 %) 0 16. Mark Stewart Greenstein (Connecticut)(0,0 %) 0 17. Edward T. O’Donnell Jr. (0,0 %) 0 18. James Valentine (0,0 %) 0 19. Robert Lovitt (0,0 %) 0 20. Michael Alan Steinberg (0,0 %) 0 21. William H. McGaughey Jr. (0,0 %) 0 22. Henry Hewes (0,0 %) 0 23. Edward Sonnino (0,0 %) 0 24. Steven Roy Lipscomb (0,0 %) 0 25. Sam Sloan (0,0 %) 0 26. Brock C. Hutton (0,0 %) 0 27. Raymond M. Moroz (0,0 %) 0 28. Richard Lyons Weil (0,0 %) 0 Martin O’Malley (0,3 %) 0 | Primary 1. Donald Trump (35,2 %) 11 2. John Kasich (15,7 %) 4 3. Ted Cruz (11,6 %) 3 4. Jeb Bush (11,0 %) 3 5. Marco Rubio (10,5 %) 2 6. Chris Christie (7,4 %) 0 7. Carly Fiorina (4,1 %) 0 8. Ben Carson (2,3 %) 0 9. Write-in (1,0 %) 0 10. Jim Gilmore (0,1 %) 0 11. Andy Martin (0,1 %) 0 12. Richard P.H. Witz (0,1 %) 0 13. Tim Cook (0,0 %) 0 14. Brooks A. Cullison (0,0 %) 0 15. Joe Robinson (0,0 %) 0 16. Stephen B. Comley, Sr. (0,0 %) 0 17. Daniel Dyas (0,0 %) 0 18. Chomi Prag (0,0 %) 0 19. Stephen J. McCarthy (0,0 %) 0 20. Walter N. Iwachiw (0,0 %) 0 21. Kevin G. Huey (0,0 %) 0 22. Matt Drozd (0,0 %) 0 23. Robert L. Mann (0,0 %) 0 24. Peter Messina (0,0 %) 0 Rand Paul (0,7 %) 0 Mike Huckabee (0,1 %) 0 Rick Santorum (0,1 %) 0 George E. Pataki (0,0 %) 0 Lindsey Olin Graham (0,0 %) 0 Bobby Jindal (0,0 %) 0 |
| Demokraten: 20. Februar 2016 Republikaner: 23. Februar 2016         | Nevada                                                                                         | Demokraten: 035 Delegierte 008 Superdelegierte Republikaner: 030 Delegierte 000 unverpflichtete Delegierte  | Caucus 1. Hillary Clinton (52,6 %) 20 2. Bernie Sanders (47,3 %) 15 3. unentschlossen (0,1 %) 0 | Caucus 1. Donald Trump (45,8 %) 14 2. Marco Rubio (23,8 %) 7 3. Ted Cruz (21,3 %) 6 4. Ben Carson (4,8 %) 2, jetzt unentschlossen 5. John Kasich (3,6 %) 1 Invalid (0,4 %) 0 Rand Paul (0,2 %) 0 Jeb Bush (0,1 %) 0 Chris Christie (0,1 %) 0 Carly Fiorina (0,0 %) 0 Mike Huckabee (0,0 %) 0 Rick Santorum (0,0 %) 0 |
| Demokraten: 27. Februar 2016 Republikaner: 20. Februar 2016         | South Carolina                                                                                 | Demokraten: 053 Delegierte 006 Superdelegierte Republikaner: 050 Delegierte 000 unverpflichtete Delegierte  | Primary 1. Hillary Clinton (73,4 %) 39 2. Bernie Sanders (26,0 %) 14 3. Willie Wilson (0,4 %) 0 Martin O’Malley (0,2 %) 0 | Primary 1. Donald Trump (32,5 %) 50 2. Marco Rubio (22,5 %) 0 3. Ted Cruz (22,3 %) 0 4. Jeb Bush (7,8 %) 0 5. John Kasich (7,6 %) 0 6. Ben Carson (7,2 %) 0 |
| 1. März 2016                                                        | Alabama                                                                                        | Demokraten: 053 Delegierte 007 Superdelegierte Republikaner: 050 Delegierte 000 unverpflichtete Delegierte  | Primary 1. Hillary Clinton (77,8 %) 44 2. Bernie Sanders (19,2 %) 9 3. unentschlossen (2,4 %) 0 4. Rocky De La Fuente (0,2 %) 0 Martin O’Malley (0,4 %) 0 | Primary 1. Donald Trump (43,4 %) 36 2. Ted Cruz (21,1 %) 13 3. Marco Rubio (18,7 %) 1 4. Ben Carson (10,2 %) 0 5. John Kasich (4,4 %) 0 6. unentschlossen (0,9 %) 0 Jeb Bush (0,5 %) 0 Mike Huckabee (0,3 %) 0 Rand Paul (0,2 %) 0 Chris Christie (0,1 %) 0 Rick Santorum (0,1 %) 0 Carly Fiorina (0,1 %) 0 Lindsey O. Graham (0,0 %) 0 |
| Demokraten: 1. März 2016 Republikaner: 22. März 2016                | Amerikanisch-Samoa Die Einwohner haben bei den US-Präsidentenwahlen kein Stimmrecht.           | Demokraten: 006 Delegierte 005 Superdelegierte Republikaner: 000 Delegierte 009 unverpflichtete Delegierte  | Caucus 1. Hillary Clinton (68,4 %) 4 2. Bernie Sanders (25,7 %) 2 3. Rocky De La Fuente (5,9 %) 0 | Caucus American Samoa (9 delegates), Colorado (37 delegates), Guam (9 delegates), North Dakota (28 delegates), Wyoming (29 delegates), (…) will not hold presidential preference votes in 2016. |
| 1. März 2016                                                        | Arkansas                                                                                       | Demokraten: 032 Delegierte 005 Superdelegierte Republikaner: 040 Delegierte 000 unverpflichtete Delegierte  | Primary 1. Hillary Clinton (66,3 %) 22 2. Bernie Sanders (29,7 %) 10 3. John Wolfe (1,2 %) 0 4. James Valentine (0,8 %) 0 5. Rocky De La Fuente (0,7 %) 0 Martin O’Malley (1,3 %) 0 | Primary 1. Donald Trump (32,8 %) 16 2. Ted Cruz (30,5 %) 15 3. Marco Rubio (24,8 %) 9 4. Ben Carson (5,7 %) 0 5. John Kasich (3,7 %) 0 Mike Huckabee (1,2 %) 0 Jeb Bush (0,6 %) 0 Rand Paul (0,3 %) 0 Chris Christie (0,2 %) 0 Rick Santorum (0,1 %) 0 Carly Fiorina (0,1 %) 0 Lindsey O. Graham (0,1 %) 0 Bobby Jindal (0,0 %) 0 |
| Demokraten: 1. März 2016 Republikaner: 2.–9. April 2016             | Colorado                                                                                       | Demokraten: 066 Delegierte 012 Superdelegierte Republikaner: 030 Delegierte 007 unverpflichtete Delegierte  | Caucus 1. Bernie Sanders (59,0 %) 41 2. Hillary Clinton (40,3 %) 25 3. unentschlossen (0,7 %) 0 4. Sonstige (0,0 %) 0 | Convention American Samoa (9 delegates), Colorado (37 delegates), Guam (9 delegates), North Dakota (28 delegates), Wyoming (29 delegates), (…) will not hold presidential preference votes in 2016. |
| 1. März 2016                                                        | Georgia                                                                                        | Demokraten: 0102 Delegierte 015 Superdelegierte Republikaner: 076 Delegierte 000 unverpflichtete Delegierte | Primary 1. Hillary Clinton (71,3 %) 73 2. Bernie Sanders (28,2 %) 29 3. Michael A. Steinberg (0,2 %) 0 Martin O’Malley (0,3 %) 0 | Primary 1. Donald Trump (38,8 %) 42 2. Marco Rubio (24,5 %) 16 3. Ted Cruz (23,6 %) 18 4. Ben Carson (6,2 %) 0 5. John Kasich (5,6 %) 0 Jeb Bush (0,6 %) 0 Rand Paul (0,2 %) 0 Mike Huckabee (0,2 %) 0 Chris Christie (0,1 %) 0 Carly Fiorina (0,1 %) 0 Rick Santorum (0,0 %) 0 Lindsey Olin Graham (0,0 %) 0 George E. Pataki (0,0 %) 0 |
| 1. März 2016                                                        | Massachusetts                                                                                  | Demokraten: 091 Delegierte 024 Superdelegierte Republikaner: 042 Delegierte 000 unverpflichtete Delegierte  | Primary 1. Hillary Clinton (49,9 %) 46 2. Bernie Sanders (48,5 %) 45 3. Enthaltung (0,7 %) 0 4. Sonstige (0,4 %) 0 5. Rocky De La Fuente (0,1 %) 0 Martin O’Malley (0,4 %) 0 | Primary 1. Donald Trump (49,0 %) 22 2. John Kasich (17,9 %) 8 3. Marco Rubio (17,8 %) 8 4. Ted Cruz (9,5 %) 4 5. Ben Carson (2,6 %) 0 6. Enthaltung (0,5 %) 0 7. Sonstige (0,4 %) 0 Jeb Bush (1,0 %) 0 Chris Christie (0,3 %) 0 Rand Paul (0,3 %) 0 Blank Votes (0,2 %) 0 Carly Fiorina (0,2 %) 0 Jim Gilmore III (0,1 %) 0 Mike Huckabee (0,1 %) 0 George E. Pataki (0,1 %) 0 Rick Santorum (0,1 %) 0 |
| 1. März 2016                                                        | Minnesota                                                                                      | Demokraten: 077 Delegierte 016 Superdelegierte Republikaner: 038 Delegierte 000 unverpflichtete Delegierte  | Caucus 1. Bernie Sanders (61,2 %) 46 2. Hillary Clinton (38,1 %) 31 3. Unentschlossen (0,5 %) 0 4. Sonstige (0,1 %) 0 5. Rocky De La Fuente (0,0 %) 0 Martin O’Malley (0,1 %) 0 | Caucus 1. Marco Rubio (36,2 %) 17 2. Ted Cruz (29,1 %) 13 3. Donald Trump (21,5 %) 8 4. Ben Carson (7,4 %) 0 5. John Kasich (5,7 %) 0 6. Write-in (0,2 %) 0 |
| 1. März 2016                                                        | Oklahoma                                                                                       | Demokraten: 038 Delegierte 004 Superdelegierte Republikaner: 040 Delegierte 003 unverpflichtete Delegierte  | Primary 1. Bernie Sanders (51,9 %) 21 2. Hillary Clinton (41,5 %) 17 3. Keith R. Judd (1,3 %) 0 4. Michael A. Steinberg (1,2 %) 0 5. Star Locke (1,0 %) 0 6. Rocky De La Fuente (0,7 %) 0 Martin O’Malley (2,3 %) 0 | Primary 1. Ted Cruz (34,4 %) 15 2. Donald Trump (28,3 %) 13 3. Marco Rubio (26,0 %) 12 4. Ben Carson (6,2 %) 0 5. John Kasich (3,6 %) 0 Jeb Bush (0,5 %) 0 Rand Paul (0,4 %) 0 Mike Huckabee (0,3 %) 0 Carly Fiorina (0,1 %) 0 Chris Christie (0,1 %) 0 Rick Santorum (0,1 %) 0 Lindsey Olin Graham (0,1 %) 0 |
| 1. März 2016                                                        | Tennessee                                                                                      | Demokraten: 067 Delegierte 008 Superdelegierte Republikaner: 058 Delegierte 000 unverpflichtete Delegierte  | Primary 1. Hillary Clinton (66,1 %) 44 2. Bernie Sanders (32,5 %) 23 3. unentschlossen (0,9 %) 0 Martin O’Malley (0,6 %) 0 | Primary 1. Donald Trump (38,9 %) 33 2. Ted Cruz (24,7 %) 16 3. Marco Rubio (21,2 %) 9 4. Ben Carson (7,6 %) 0 5. John Kasich (5,3 %) 0 6. unentschlossen (0,2 %) 0 Jeb Bush (1,1 %) 0 Mike Huckabee (0,3 %) 0 Rand Paul (0,3 %) 0 Chris Christie (0,2 %) 0 Carly Fiorina (0,1 %) 0 Rick Santorum (0,1 %) 0 Jim Gilmore III (0,0 %) 0 Lindsey Olin Graham (0,0 %) 0 George E. Pataki (0,0 %) 0 |
| 1. März 2016                                                        | Texas                                                                                          | Demokraten: 222 Delegierte 029 Superdelegierte Republikaner: 155 Delegierte 000 unverpflichtete Delegierte  | Primary 1. Hillary Clinton (65,2 %) 147 2. Bernie Sanders (33,2 %) 75 3. Rocky De La Fuente (0,6 %) 0 4. Willie L. Wilson (0,2 %) 0 5. Keith R. Judd (0,2 %) 0 6. Calvis L. Hawes (0,1 %) 0 7. Star Locke (0,1 %) 0 Martin O’Malley (0,4 %) 0 | Primary 1. Ted Cruz (43,8 %) 104 2. Donald Trump (26,8 %) 48 3. Marco Rubio (17,8 %) 3 4. John Kasich (4,3 %) 0 5. Ben Carson (4,2 %) 0 6. unentschlossen (1,0 %) 0 7. Elizabeth Gray (0,2 %) 0 Jeb Bush (1,3 %) 0 Rand Paul (0,3 %) 0 Mike Huckabee (0,2 %) 0 Chris Christie (0,1 %) 0 Carly Fiorina (0,1 %) 0 Rick Santorum (0,1 %) 0 Lindsey Olin Graham (0,1 %) 0 |
| 1. März 2016                                                        | Vermont                                                                                        | Demokraten: 016 Delegierte 010 Superdelegierte Republikaner: 016 Delegierte 000 unverpflichtete Delegierte  | Primary 1. Bernie Sanders (86,0 %) 16 2. Hillary Clinton (13,6 %) 0 3. Write-Ins (0,2 %) 0 4. Rocky De La Fuente (0,1 %) 0 Martin O’Malley (0,2 %) 0 | Primary 1. Donald Trump (32,3 %) 8 2. John Kasich (30,4 %) 8 3. Marco Rubio (19,1 %) 0 4. Ted Cruz (9,7 %) 0 5. Ben Carson (4,2 %) 0 6. Write-in (0,6 %) 0 Jeb Bush (1,8 %) 0 Rand Paul (0,7 %) 0 Chris Christie (0,6 %) 0 Carly Fiorina (0,3 %) 0 Blank Votes (0,6 %) 0 Rick Santorum (0,3 %) 0 ungültig (0,2 %) 0 |
| 1. März 2016                                                        | Virginia                                                                                       | Demokraten: 095 Delegierte 013 Superdelegierte Republikaner: 049 Delegierte 000 unverpflichtete Delegierte  | Primary 1. Hillary Clinton (64,3 %) 62 2. Bernie Sanders (35,2 %) 33 Martin O’Malley (0,5 %) 0 | Primary 1. Donald Trump (34,8 %) 17 2. Marco Rubio (32,0 %) 16 3. Ted Cruz (16,7 %) 8 4. John Kasich (9,5 %) 5 5. Ben Carson (5,8 %) 3 Jeb Bush (0,4 %) 0 Rand Paul (0,3 %) 0 Mike Huckabee (0,1 %) 0 Chris Christie (0,1 %) 0 Carly Fiorina (0,1 %) 0 Jim Gilmore III (0,1 %) 0 Lindsey Olin Graham (0,0 %) 0 Rick Santorum (0,0 %) 0 |
| 5. März 2016                                                        | Louisiana                                                                                      | Demokraten: 054 Delegierte 007 Superdelegierte Republikaner: 041 Delegierte 005 unverpflichtete Delegierte  | Primary 1. Hillary Clinton (71,1 %) 37 2. Bernie Sanders (23,2 %) 14 3. Steve Burke (1,5 %) 0 4. John Wolfe (1,5 %) 0 5. Willie Wilson (0,5 %) 0 6. Keith R. Judd (0,4 %) 0 7. Rocky De La Fuente (0,4 %) 0 8. Michael A. Steinberg (0,3 %) 0 9. Henry Hewes (0,3 %) 0 Martin O’Malley (0,8 %) 0 | Primary 1. Donald Trump (41,5 %) 18 2. Ted Cruz (37,8 %) 18 3. Marco Rubio (11,2 %) 5, jetzt unentschlossen 4. John Kasich (6,4 %) 0 Ben Carson (1,5 %) 0 Jeb Bush (0,7 %) 0 Rand Paul (0,2 %) 0 Mike Huckabee (0,2 %) 0 Chris Christie (0,1 %) 0 Carly Fiorina (0,1 %) 0 Tim Cook (0,1 %) 0 Rick Santorum (0,1 %) 0 Lindsey Olin Graham (0,1 %) 0 Peter Messina (0,0 %) 0 |
| Demokraten: 5. März 2016 Republikaner: 10. Mai 2016                 | Nebraska                                                                                       | Demokraten: 025 Delegierte 005 Superdelegierte Republikaner: 036 Delegierte 000 unverpflichtete Delegierte  | Caucus 1. Bernie Sanders (57,2 %) 15 2. Hillary Clinton (42,8 %) 10 | Primary 1. Donald Trump (61,4 %) 36 Ted Cruz (18,5 %) 0 John Kasich (11,4 %) 0 Ben Carson (5,1 %) 0 Marco Rubio (3,6 %) 0 |
| 5. März 2016                                                        | Kansas                                                                                         | Demokraten: 033 Delegierte 004 Superdelegierte Republikaner: 040 Delegierte 000 unverpflichtete Delegierte  | Caucus 1. Bernie Sanders (67,7 %) 23 2. Hillary Clinton (32,2 %) 10 | Caucus 1. Ted Cruz (47,5 %) 24 2. Donald Trump (23,4 %) 9 3. Marco Rubio (16,8 %) 6 4. John Kasich (11,1 %) 1 5. unentschlossen (0,4 %) 0 Ben Carson (0,7 %) 0 Jeb Bush (0,1 %) 0 Carly Fiorina (0,1 %) 0 |
| Demokraten: 6. März 2016 Republikaner: 5. März 2016                 | Maine                                                                                          | Demokraten: 025 Delegierte 005 Superdelegierte Republikaner: 023 Delegierte 000 unverpflichtete Delegierte  | Caucus 1. Bernie Sanders (64,3 %) 17 2. Hillary Clinton (35,5 %) 8 3. unentschlossen (0,2 %) 0 | Caucus 1. Ted Cruz (45,9 %) 12 2. Donald Trump (32,6 %) 9 3. John Kasich (12,2 %) 2 4. Marco Rubio (8,0 %) 0 Ben Carson (0,7 %) 0 Rand Paul (0,3 %) 0 Jeb Bush (0,2 %) 0 Carly Fiorina (0,1 %) 0 Mike Huckabee (0,1 %) 0 Chris Christie (0,0 %) 0 |
| Demokraten: 1.–8. März 2016 Republikaner: 1. Februar – 7. Juni 2016 | Ausland                                                                                        | Demokraten: 013 Delegierte 004 Superdelegierte                                                              | Primary 1. Bernie Sanders (68,8 %) 9 2. Hillary Clinton (30,9 %) 4 3. unentschlossen (0,2 %) 0 4. Rocky De La Fuente (0,0 %) 0 Martin O’Malley (0,1 %) 0 | Caucus / Convention / Primary Im Ausland lebende Republikaner beteiligen sich an den Vorwahlen ihrer Bundesstaaten. Es werden keine Delegierten nur für Auslandsamerikaner vergeben. |
| 8. März 2016                                                        | Mississippi                                                                                    | Demokraten: 036 Delegierte 005 Superdelegierte Republikaner: 040 Delegierte 000 unverpflichtete Delegierte  | Primary 1. Hillary Clinton (82,5 %) 31 2. Bernie Sanders (16,6 %) 5 3. Willie Wilson (0,4 %) 0 4. Rocky De La Fuente (0,2 %) 0 5. Write-in (0,0 %) 0 Martin O’Malley (0,3 %) 0 | Primary 1. Donald Trump (47,2 %) 25 2. Ted Cruz (36,1 %) 15 3. John Kasich (8,8 %) 0 4. Marco Rubio (5,3 %) 0 Ben Carson (1,4 %) 0 Jeb Bush (0,4 %) 0 Mike Huckabee (0,3 %) 0 Rand Paul (0,2 %) 0 Rick Santorum (0,1 %) 0 Chris Christie (0,1 %) 0 Carly Fiorina (0,1 %) 0 Lindsey Olin Graham (0,0 %) 0 George E. Pataki (0,0 %) 0 |
| 8. März 2016                                                        | Michigan                                                                                       | Demokraten: 130 Delegierte 017 Superdelegierte Republikaner: 059 Delegierte 000 unverpflichtete Delegierte  | Primary 1. Bernie Sanders (49,7 %) 67 2. Hillary Clinton (48,3 %) 63 3. unentschlossen (1,8 %) 0 4. Rocky De La Fuente (0,1 %) 0 Martin O’Malley (0,2 %) 0 | Primary 1. Donald Trump (36,6 %) 25 2. Ted Cruz (24,7 %) 17 3. John Kasich (24,3 %) 17 4. Marco Rubio (9,3 %) 0 5. unentschlossen (1,7 %) 0 Ben Carson (1,6 %) 0 Jeb Bush (0,8 %) 0 Rand Paul (0,3 %) 0 Chris Christie (0,2 %) 0 Mike Huckabee (0,2 %) 0 Rick Santorum (0,1 %) 0 Carly Fiorina (0,1 %) 0 George E. Pataki (0,0 %) 0 Lindsey Olin Graham (0,0 %) 0 |
| Demokraten: 12. März 2016 Republikaner: 15. März 2016               | Nördliche Marianen Die Einwohner haben bei den US-Präsidentenwahlen kein Stimmrecht.           | Demokraten: 006 Delegierte 005 Superdelegierte Republikaner: 009 Delegierte 000 unverpflichtete Delegierte  | Convention 1. Hillary Clinton (54,0 %) 4 2. Bernie Sanders (34,4 %) 2 3. unentschlossen (11,6 %) 0 | Caucus 1. Donald Trump (72,8 %) 9 2. Ted Cruz (24,0 %) 0 3. John Kasich (2,1 %) 0 4. Marco Rubio (1,1 %) 0 |
| 15. März 2016                                                       | Florida                                                                                        | Demokraten: 214 Delegierte 032 Superdelegierte Republikaner: 099 Delegierte 000 unverpflichtete Delegierte  | Primary 1. Hillary Clinton (64,4 %) 141 2. Bernie Sanders (33,3 %) 73 Martin O’Malley (2,3 %) 0 | Primary 1. Donald Trump (45,7 %) 99 2. Marco Rubio (27,0 %) 0 3. Ted Cruz (17,1 %) 0 4. John Kasich (6,8 %) 0 Jeb Bush (1,8 %) 0 Ben Carson (0,9 %) 0 Rand Paul (0,2 %) 0 Mike Huckabee (0,1 %) 0 Chris Christie (0,1 %) 0 Carly Fiorina (0,1 %) 0 Rick Santorum (0,1 %) 0 Lindsey Olin Graham (0,0 %) 0 Jim Gilmore (0,0 %) 0 |
| 15. März 2016                                                       | Illinois                                                                                       | Demokraten: 156 Delegierte 027 Superdelegierte Republikaner: 069 Delegierte 000 unverpflichtete Delegierte  | Primary 1. Hillary Clinton (50,6 %) 79 2. Bernie Sanders (48,6 %) 77 3. Willie Wilson (0,3 %) 0 4. Larry Joe Cohen (0,1 %) 0 5. Rocky De La Fuente (0,1 %) 0 6. David Formhals (0,0 %) 0 7. Brian O’Neill (0,0 %) 0 Martin O’Malley (0,3 %) 0 | Primary 1. Donald Trump (38,8 %) 54 2. Ted Cruz (30,2 %) 9 3. John Kasich (19,7 %) 6 4. Marco Rubio (8,7 %) 0 5. JoAnn Breivogel (0,0 %) 0 Ben Carson (0,8 %) 0 Jeb Bush (0,8 %) 0 Rand Paul (0,3 %) 0 Chris Christie (0,2 %) 0 Mike Huckabee (0,2 %) 0 Carly Fiorina (0,1 %) 0 Rick Santorum (0,1 %) 0 |
| 15. März 2016                                                       | Missouri                                                                                       | Demokraten: 071 Delegierte 013 Superdelegierte Republikaner: 058 Delegierte 000 unverpflichtete Delegierte  | Primary 1. Hillary Clinton (49,6 %) 36 2. Bernie Sanders (49,4 %) 35 3. unentschlossen (0,6 %) 0 4. Henry Hewes (0,1 %) 0 5. Jon Adams (0,1 %) 0 6. Rocky De La Fuente (0,1 %) 0 7. Willie Wilson (0,0 %) 0 8. Keith Judd (0,0 %) 0 9. John Wolfe (0,0 %) 0 Martin O’Malley (0,1 %) 0 | Primary 1. Donald Trump (40,8 %) 37 2. Ted Cruz (40,7 %) 15 3. John Kasich (10,1 %) 0 4. Marco Rubio (6,1 %) 0 5. unentschlossen (0,3 %) 0 6. Jim Lynch (0,0 %) 0 Ben Carson (0,9 %) 0 Jeb Bush (0,4 %) 0 Mike Huckabee (0,2 %) 0 Rand Paul (0,2 %) 0 Chris Christie (0,2 %) 0 Rick Santorum (0,1 %) 0 Carly Fiorina (0,1 %) 0 |
| 15. März 2016                                                       | North Carolina                                                                                 | Demokraten: 107 Delegierte 013 Superdelegierte Republikaner: 072 Delegierte 000 unverpflichtete Delegierte  | Primary 1. Hillary Clinton (54,5 %) 60 2. Bernie Sanders (40,9 %) 47 3. Enthaltung (No Preference) (3,3 %) 0, entspricht unentschlossen (Uncommitted) 4. Rocky De La Fuente (0,3 %) 0 Martin O’Malley (1,1 %) 0 | Primary 1. Donald Trump (40,2 %) 29 2. Ted Cruz (36,8 %) 27 3. John Kasich (12,7 %) 9 4. Marco Rubio (7,7 %) 6 5. Enthaltung (No Preference) (0,5 %) 0, entspricht unentschlossen (Uncommitted) Ben Carson (1,0 %) 1 Jeb Bush (0,3 %) 0 Mike Huckabee (0,3 %) 0 Rand Paul (0,2 %) 0 Chris Christie (0,1 %) 0 Carly Fiorina (0,1 %) 0 Rick Santorum (0,1 %) 0 Jim Gilmore (0,0 %) 0 |
| 15. März 2016                                                       | Ohio                                                                                           | Demokraten: 143 Delegierte 017 Superdelegierte Republikaner: 066 Delegierte 000 unverpflichtete Delegierte  | Primary 1. Hillary Clinton (56,1 %) 81 2. Bernie Sanders (43,1 %) 62 3. Rocky De La Fuente (0,8 %) 0 | Primary 1. John Kasich (47,0 %) 66 2. Donald Trump (35,9 %) 0 3. Ted Cruz (13,3 %) 0 4. Marco Rubio (2,3 %) 0 Ben Carson (0,7 %) 0 Jeb Bush (0,3 %) 0 Mike Huckabee (0,3 %) 0 Chris Christie (0,1 %) 0 Carly Fiorina (0,1 %) 0 Rick Santorum (0,1 %) 0 |
| 22. März 2016                                                       | Arizona                                                                                        | Demokraten: 075 Delegierte 010 Superdelegierte Republikaner: 058 Delegierte 000 unverpflichtete Delegierte  | Primary 1. Hillary Clinton (56,3 %) 42 2. Bernie Sanders (41,4 %) 33 3. Rocky De La Fuente (0,6 %) 0 4. Michael A. Steinberg (0,5 %) 0 5. Henry Hewes (0,4 %) 0 Martin O’Malley (0,8 %) 0 | Primary 1. Donald Trump (45,9 %) 58 2. Ted Cruz (27,6 %) 0 3. John Kasich (10,1 %) 0 Marco Rubio (13,2 %) 0 Ben Carson (2,4 %) 0 Jeb Bush (0,7 %) 0 Rand Paul (0,4 %) 0 Mike Huckabee (0,2 %) 0 Carly Fiorina (0,2 %) 0 Chris Christie (0,2 %) 0 Rick Santorum (0,1 %) 0 Lindsey Olin Graham (0,1 %) 0 George E. Pataki (0,1 %) 0 Tim Cook (0,0 %) 0 |
| Demokraten: 22. März 2016 Republikaner: 8. März 2016                | Idaho                                                                                          | Demokraten: 023 Delegierte 004 Superdelegierte Republikaner: 032 Delegierte 000 unverpflichtete Delegierte  | Primary 1. Bernie Sanders (78,0 %) 18 2. Hillary Clinton (21,2 %) 5 3. unentschlossen (0,7 %) 0 4. Rocky De La Fuente (0,0 %) 0 | Primary 1. Ted Cruz (45,4 %) 20 2. Donald Trump (28,1 %) 12 3. Marco Rubio (15,9 %) 0 4. John Kasich (7,4 %) 0 Ben Carson (1,8 %) 0 Jeb Bush (0,4 %) 0 Rand Paul (0,4 %) 0 Mike Huckabee (0,2 %) 0 Chris Christie (0,2 %) 0 Carly Fiorina (0,1 %) 0 Rick Santorum (0,1 %) 0 Lindsey Olin Graham (0,0 %) 0 Peter Messina (0,0 %) 0 |
| 22. März 2016                                                       | Utah                                                                                           | Demokraten: 033 Delegierte 004 Superdelegierte Republikaner: 040 Delegierte 000 unverpflichtete Delegierte  | Primary 1. Bernie Sanders (77,2 %) 27 2. Hillary Clinton (19,8 %) 6 3. ungültig (2,6 %) 0 4. unentschlossen (0,4 %) 0 5. Rocky De La Fuente (0,0 %) 0 6. Mark Stewart Greenstein (Connecticut) (0,0 %) 0 | Primary 1. Ted Cruz (69,2 %) 40 2. John Kasich (16,8 %) 0 3. Donald Trump (14,0 %) 0 |
| Demokraten: 26. März 2016 Republikaner: 1. März 2016                | Alaska                                                                                         | Demokraten: 016 Delegierte 004 Superdelegierte Republikaner: 028 Delegierte 000 unverpflichtete Delegierte  | Caucus 1. Bernie Sanders (79,6 %) 13 2. Hillary Clinton (20,2 %) 3 3. unentschlossen (0,2 %) 0 4. Rocky De La Fuente (0,0 %) 0 | Caucus 1. Ted Cruz (36,4 %) 12 2. Donald Trump (33,6 %) 11 3. Marco Rubio (15,2 %) 5 4. Ben Carson (10,8 %) 0 5. John Kasich (4,0 %) 0 6. Sonstige (0,0 %) 0 |
| Demokraten: 26. März 2016 Republikaner: 8. März 2016                | Hawaii                                                                                         | Demokraten: 025 Delegierte 009 Superdelegierte Republikaner: 019 Delegierte 000 unverpflichtete Delegierte  | Caucus 1. Bernie Sanders (69,8 %) 17 2. Hillary Clinton (30,0 %) 8 3. unentschlossen (0,1 %) 4. Rocky De La Fuente (0,0 %) Martin O’Malley (0,0 %) | Caucus 1. Donald Trump (42,4 %) 11 2. Ted Cruz (32,7 %) 7 3. Marco Rubio (13,2 %) 1 4. John Kasich (10,6 %) 0 Ben Carson (1,0 %) 0 Jeb Bush (0,2 %) 0 |
| Demokraten: 26. März 2016 Republikaner: 24. Mai 2016                | Washington                                                                                     | Demokraten: 101 Delegierte 017 Superdelegierte Republikaner: 041 Delegierte 003 unverpflichtete Delegierte  | Caucus 1. Bernie Sanders (72,7 %) 74 2. Hillary Clinton (27,1 %) 27 3. unentschlossen (0,2 %) 0 | Primary 1. Donald Trump (75,5 %) 41 Ted Cruz (10,8 %) 0 John Kasich (9,8 %) 0 Ben Carson (4,0 %) 0 |
| 5. April 2016                                                       | Wisconsin                                                                                      | Demokraten: 086 Delegierte 010 Superdelegierte Republikaner: 042 Delegierte 000 unverpflichtete Delegierte  | Primary 1. Bernie Sanders (56,6 %) 48 2. Hillary Clinton (43,0 %) 38 3. Uninstructed Delegation (0,1 %) 0 entspricht unentschlossen (uncommitted) 4. Scattering (0,0 %) 0 5. Rocky De La Fuente (0,0 %) 0 (write-in) Martin O’Malley (0,2 %) 0 | Primary 1. Ted Cruz (48,2 %) 36 2. Donald Trump (35,0 %) 6 3. John Kasich (14,1 %) 0 4. Uninstructed Delegation (0,2 %) 0 entspricht unentschlossen (uncommitted) 5. Scattering (0,1 %) 0 6. Victor Williams (0,0 %) 0 (write-in) Marco Rubio (1,0 %) 0 Ben Carson (0,5 %) 0 Jeb Bush (0,3 %) 0 Rand Paul (0,2 %) 0 Mike Huckabee (0,1 %) 0 Chris Christie (0,1 %) 0 Carly Fiorina (0,1 %) 0 Rick Santorum (0,0 %) 0 Jim Gilmore III (0,0 %) 0 |
| Demokraten: 9. April 2016 Republikaner: 12.–16. April 2016          | Wyoming                                                                                        | Demokraten: 014 Delegierte 004 Superdelegierte Republikaner: 025 Delegierte 004 unverpflichtete Delegierte  | Caucus 1. Bernie Sanders (56,7 %) 7 2. Hillary Clinton (43,1 %) 7 3. unentschlossen (0,2 %) 0 4. Rocky De La Fuente (0,0 %) 0 | Caucus American Samoa (9 delegates), Colorado (37 delegates), Guam (9 delegates), North Dakota (28 delegates), Wyoming (29 delegates), (…) will not hold presidential preference votes in 2016. |
| 19. April 2016                                                      | New York                                                                                       | Demokraten: 247 Delegierte 044 Superdelegierte Republikaner: 095 Delegierte 003 unverpflichtete Delegierte  | Primary 1. Hillary Clinton (58,0 %) 139 2. Bernie Sanders (42,0 %) 108 Mindestens 0,3 % der abgegebenen Stimmen waren leere Stimmzettel („Blank“), welche für die Demokratische Partei außerhalb von New York City separat erfasst wurden und von dieser als Proteststimmen respektiert werden. In New York City wurden solche Stimmen mit den ungültigen Stimmen zusammengefasst. | Primary 1. Donald Trump (60,2 %) 89 2. John Kasich (25,1 %) 6 3. Ted Cruz (14,8 %) 0 |
| 26. April 2016                                                      | Maryland                                                                                       | Demokraten: 095 Delegierte 025 Superdelegierte Republikaner: 038 Delegierte 000 unverpflichtete Delegierte  | Primary 1. Hillary Clinton (62,5 %) 60 2. Bernie Sanders (33,8 %) 35 3. unentschlossen (3,3 %) 0 4. Rocky De La Fuente (0,4 %) 0 | Primary 1. Donald Trump (54,1 %) 38 2. John Kasich (23,2 %) 0 3. Ted Cruz (19,0 %) 0 Ben Carson (1,3 %) 0 Marco Rubio (0,7 %) 0 Jeb Bush (0,6 %) 0 Rand Paul (0,3 %) 0 Chris Christie (0,3 %) 0 Carly Fiorina (0,2 %) 0 Mike Huckabee (0,2 %) 0 Rick Santorum (0,1 %) 0 |
| 26. April 2016                                                      | Connecticut                                                                                    | Demokraten: 055 Delegierte 016 Superdelegierte Republikaner: 028 Delegierte 000 unverpflichtete Delegierte  | Primary 1. Hillary Clinton (51,8 %) 28 2. Bernie Sanders (46,4 %) 27 3. unentschlossen (1,5 %) 0 4. Rocky De La Fuente (0,3 %) 0 | Primary 1. Donald Trump (57,9 %) 28 2. John Kasich (28,4 %) 0 3. Ted Cruz (11,7 %) 0 4. unentschlossen (1,3 %) 0 Ben Carson (0,8 %) 0 |
| 26. April 2016                                                      | Delaware                                                                                       | Demokraten: 021 Delegierte 011 Superdelegierte Republikaner: 016 Delegierte 000 unverpflichtete Delegierte  | Primary 1. Hillary Clinton (59,8 %) 12 2. Bernie Sanders (39,2 %) 9 3. Rocky De La Fuente (1,1 %) 0 | Primary 1. Donald Trump (60,8 %) 16 2. John Kasich (20,4 %) 0 3. Ted Cruz (15,9 %) 0 Ben Carson (1,3 %) 0 Marco Rubio (0,9 %) 0 Jeb Bush (0,9 %) 0 |
| 26. April 2016                                                      | Pennsylvania                                                                                   | Demokraten: 189 Delegierte 019 Superdelegierte Republikaner: 017 Delegierte 054 unverpflichtete Delegierte  | Primary 1. Hillary Clinton (55,6 %) 106 2. Bernie Sanders (43,5 %) 83 3. Rocky De La Fuente (0,9 %) 0 | Primary 1. Donald Trump (56,6 %) 17 2. Ted Cruz (21,7 %) 0 3. John Kasich (19,4 %) 0 Ben Carson (0,9 %) 0 Marco Rubio (0,7 %) 0 Jeb Bush (0,6 %) 0 |
| 26. April 2016                                                      | Rhode Island                                                                                   | Demokraten: 024 Delegierte 009 Superdelegierte Republikaner: 019 Delegierte 000 unverpflichtete Delegierte  | Primary 1. Bernie Sanders (54,7 %) 13 2. Hillary Clinton (43,1 %) 11 3. unentschlossen (1,4 %) 0 4. Write-in (0,5 %) 0 5. Mark Stewart (New Hampshire) (0,2 %) 0 6. Rocky De La Fuente (0,1 %) 0 | Primary 1. Donald Trump (63,7 %) 12 2. John Kasich (24,3 %) 5 3. Ted Cruz (10,4 %) 2 4. unentschlossen (0,7 %) 0 5. Write-in (0,3 %) 0 Marco Rubio (0,6 %) 0 |
| 3. Mai 2016                                                         | Indiana                                                                                        | Demokraten: 083 Delegierte 009 Superdelegierte Republikaner: 057 Delegierte 000 unverpflichtete Delegierte  | Primary 1. Bernie Sanders (52,5 %) 44 2. Hillary Clinton (47,5 %) 39 | Primary 1. Donald Trump(53,3 %) 57 2. Ted Cruz (36,6 %) 0 3. John Kasich (7,6 %) 0 Ben Carson (0,8 %) 0 Jeb Bush (0,6 %) 0 Marco Rubio (0,5 %) 0 Rand Paul (0,4 %) 0 Chris Christie (0,2 %) 0 Carly Fiorina (0,1 %) 0 |
| Demokraten: 7. Mai 2016 Republikaner: 12. März 2016                 | Guam Die Einwohner haben bei den US-Präsidentenwahlen kein Stimmrecht.                         | Demokraten: 007 Delegierte 005 Superdelegierte Republikaner: 000 Delegierte 009 unverpflichtete Delegierte  | Convention 1. Hillary Clinton (59,5 %) 4 2. Bernie Sanders (40,5 %) 3 | Convention American Samoa (9 delegates), Colorado (37 delegates), Guam (9 delegates), North Dakota (28 delegates), Wyoming (29 delegates), (…) will not hold presidential preference votes in 2016. |
| 10. Mai 2016                                                        | West Virginia                                                                                  | Demokraten: 029 Delegierte 008 Superdelegierte Republikaner: 031 Delegierte 003 unverpflichtete Delegierte  | Primary 1. Bernie Sanders (51,4 %) 18 2. Hillary Clinton (35,8 %) 11 3. Paul T. Farrell (8,9 %) 0 4. Keith Judd (1,8 %) 0 5. Rocky De La Fuente (0,4 %) 0 Martin O’Malley (1,6 %) 0 | Primary 1. Donald Trump (77,0 %) 30 2. David Hall (0,1 %) 0 Ted Cruz (9,0 %) 0 John Kasich (6,7 %) 1, jetzt unentschlossen Ben Carson (2,2 %) 0 Marco Rubio (1,4 %) 0 Jeb Bush (1,1 %) 0 Rand Paul (0,9 %) 0 Mike Huckabee (0,9 %) 0 Chris Christie (0,4 %) 0 Carly Fiorina (0,3 %) 0 |
| Demokraten: 17. Mai 2016 Republikaner: 5. März 2016                 | Kentucky                                                                                       | Demokraten: 055 Delegierte 005 Superdelegierte Republikaner: 046 Delegierte 000 unverpflichtete Delegierte  | Primary 1. Hillary Clinton (46,8 %) 28 2. Bernie Sanders (46,3 %) 27 3. unentschlossen (5,3 %) 0 4. Rocky De La Fuente (0,4 %) 0 Martin O’Malley (1,3 %) 0 | Primary 1. Donald Trump (35,9 %) 17 2. Ted Cruz (31,6 %) 15 3. Marco Rubio (16,4 %) 7 4. John Kasich (14,4 %) 7 5. unentschlossen (0,2 %) 0 Ben Carson (0,8 %) 0 Rand Paul (0,4 %) 0 Jeb Bush (0,1 %) 0 Mike Huckabee (0,1 %) 0 Carly Fiorina (0,0 %) 0 Chris Christie (0,0 %) 0 Rick Santorum (0,0 %) 0 |
| 17. Mai 2016                                                        | Oregon                                                                                         | Demokraten: 061 Delegierte 013 Superdelegierte Republikaner: 028 Delegierte 000 unverpflichtete Delegierte  | Primary 1. Bernie Sanders (56,2 %) 36 2. Hillary Clinton (42,1 %) 25 3. Write-in (1,7 %) 0 | Primary 1. Donald Trump (64,2 %) 18 2. Write-in (3,4 %) 0 Ted Cruz (16,6 %) 5 John Kasich (15,8 %) 5 |
| Demokraten: 4. Juni 2016 Republikaner: 19. März 2016                | Amerikanische Jungferninseln Die Einwohner haben bei den US-Präsidentenwahlen kein Stimmrecht. | Demokraten: 007 Delegierte 005 Superdelegierte Republikaner: 006 Delegierte 003 unverpflichtete Delegierte  | Convention 1. Hillary Clinton (87,1 %) 7 2. Bernie Sanders (12,9 %) 0 | Caucus 1. Unentschlossen (65,3 %) 2 2. Ted Cruz (11,7 %) 1 3. Donald Trump (6,4 %) 1 Marco Rubio (9,9 %) 2, gelten als unentschlossen Ben Carson (6,6 %) 0 Die zunächst gewählten sechs Delegierten, welche alle unentschlossen waren, wurden aus formalen Gründen disqualifiziert und durch die Delegierten von den Plätzen 7 bis 12 ersetzt. |
| Demokraten: 5. Juni 2016 Republikaner: 6. März 2016                 | Puerto Rico Die Einwohner haben bei den US-Präsidentenwahlen kein Stimmrecht.                  | Demokraten: 060 Delegierte 007 Superdelegierte Republikaner: 023 Delegierte 000 unverpflichtete Delegierte  | Primary 1. Hillary Clinton (61,1 %) 37 2. Bernie Sanders (37,9 %) 23 3. Rocky De La Fuente (0,4 %) 0 ungültig (0,6 %) 0 | Caucus 1. Marco Rubio (70,9 %) 23 2. Donald Trump (13,0 %) 0 3. Ted Cruz (8,6 %) 0 4. John Kasich (1,3 %) 0 5. Write-in (0,0 %) 0 ungültig (3,8 %) 0 Carly Fiorina (0,8 %) 0 Jeb Bush (0,6 %) 0 Ben Carson (0,4 %) 0 Mike Huckabee (0,2 %) 0 Rand Paul (0,1 %) 0 Rick Santorum (0,1 %) 0 Jim Gilmore, III. (0,1 %) 0 Chris Christie (0,1 %) 0 |
| 7. Juni 2016                                                        | Kalifornien                                                                                    | Demokraten: 475 Delegierte 076 Superdelegierte Republikaner: 172 Delegierte 000 unverpflichtete Delegierte  | Primary 1. Hillary Clinton (53,1 %) 254 2. Bernie Sanders (46,0 %) 221 3. Willie Wilson (0,2 %) 0 4. Michael A. Steinberg (0,2 %) 0 5. Rocky De La Fuente (0,2 %) 0 6. Henry Hewes (0,1 %) 0 7. Keith Judd (0,1 %) 0 8. Write-In (0,0 %) 0 | Primary 1. Donald Trump (74,8 %) 172 2. Write-in (0,0 %) 0 John Kasich (11,3 %) 0 Ted Cruz (9,5 %) 0 Ben Carson (3,7 %) 0 Jim Gilmore III (0,7 %) 0 |
| 7. Juni 2016                                                        | Montana                                                                                        | Demokraten: 021 Delegierte 006 Superdelegierte Republikaner: 027 Delegierte 000 unverpflichtete Delegierte  | Primary 1. Bernie Sanders (51,6 %) 11 2. Hillary Clinton (44,2 %) 10 3. Enthaltung (4,3 %) 0 | Caucus 1. Donald Trump (73,7 %) 27 2. Enthaltung (4,7 %) 0 Ted Cruz (9,4 %) 0 John Kasich (6,9 %) 0 Marco Rubio (3,3 %) 0 Jeb Bush (2,1 %) 0 |
| 7. Juni 2016                                                        | New Jersey                                                                                     | Demokraten: 126 Delegierte 016 Superdelegierte Republikaner: 051 Delegierte 000 unverpflichtete Delegierte  | Primary 1. Hillary Clinton (63,3 %) 79 2. Bernie Sanders (36,7 %) 47 | Primary 1. Donald Trump (80,4 %) 51 John Kasich (13,4 %) 0 Ted Cruz (6,2 %) 0 |
| 7. Juni 2016                                                        | New Mexico                                                                                     | Demokraten: 034 Delegierte 009 Superdelegierte Republikaner: 024 Delegierte 000 unverpflichtete Delegierte  | Primary 1. Hillary Clinton (51,5 %) 18 2. Bernie Sanders (48,5 %) 16 | Primary 1. Donald Trump (70,6 %) 24 Ted Cruz (13,3 %) 0 John Kasich (7,6 %) 0 Ben Carson (3,7 %) 0 Jeb Bush (3,4 %) 0 Carly Fiorina (1,4 %) 0 |
| 7. Juni 2016                                                        | South Dakota                                                                                   | Demokraten: 020 Delegierte 005 Superdelegierte Republikaner: 029 Delegierte 000 unverpflichtete Delegierte  | Primary 1. Hillary Clinton (51,0 %) 10 2. Bernie Sanders (49,0 %) 10 | Primary 1. Donald Trump (67,1 %) 29 Ted Cruz (17,0 %) 0 John Kasich (15,9 %) 0 |
| Demokraten: 7. Juni 2016 Republikaner: 1.–3. April 2016             | North Dakota                                                                                   | Demokraten: 018 Delegierte 005 Superdelegierte Republikaner: 000 Delegierte 028 unverpflichtete Delegierte  | Caucus 1. Bernie Sanders (64,2 %) 13 2. Hillary Clinton (25,6 %) 5 3. Unentschlossen (10,2 %) 0 Die Prozentzahlen geben die Delegiertenverteilung auf der State Convention wieder. Das exakte Caucus-Ergebnis liegt nicht vor. | Convention American Samoa (9 delegates), Colorado (37 delegates), Guam (9 delegates), North Dakota (28 delegates), Wyoming (29 delegates), (…) will not hold presidential preference votes in 2016. |
| Demokraten: 14. Juni 2016 Republikaner: 12. März 2016               | Washington, D.C.                                                                               | Demokraten: 020 Delegierte 024 Superdelegierte Republikaner: 019 Delegierte 000 unverpflichtete Delegierte  | Primary 1. Hillary Clinton (78,0 %) 16 2. Bernie Sanders (20,7 %) 4 3. Write-In (0,5 %) 0 4. Rocky De La Fuente (0,2 %) 0 under-votes (0,6 %) 0 over-votes (0,0 %) 0 | Primary 1. Marco Rubio (37,3 %) 10 gelten jetzt als unentschlossen 2. John Kasich (35,5 %) 9 gelten jetzt als unentschlossen 3. Donald Trump (13,8 %) 0 4. Ted Cruz (12,4 %) 0 Jeb Bush (0,5 %) 0 Rand Paul (0,4 %) 0 Ben Carson (0,1 %) 0 |

### Sieger in den einzelnen Countys
| Demokraten                                   |
| Hillary Clinton Bernie Sanders Unentschieden |

| Republikaner                                                           |
| Donald Trump Ted Cruz Marco Rubio John Kasich Ben Carson Unentschieden |